# Садки-Строевка
Садки-Строевка (укр. Садки-Строївка) — село, входит в Бучанский район Киевской области Украины.
Население по переписи 2001 года составляло 123 человека. Почтовый индекс — 08023. Телефонный код — 4578. Занимает площадь 1,61 км². Код КОАТУУ — 3222780403.

## Местный совет
08023, Київська обл., Макарівський р-н, с. Борівка, вул. Леніна, 32